# ريكاردو أكونيا
ريكاردو أكونيا (بالإسبانية: Ricardo Acuña)‏ مواليد 13 يناير 1958 في سانتياغو، هو لاعب كرة مضرب تشيلي سابق بدأ مسيرته كمحترف سنة 1978 وكان يلعب باليد اليمنى، اعتزل اللعب في 1989. أعلى تصنيف له في الفردي كان المركز الـ 47 في سنة 1986. فاز بثلاثة ألقاب للزوجي خلال مسيرته.

## روابط خارجية
- ريكاردو أكونيا على موقع رابطة محترفي التنس (الإنجليزية)
- ريكاردو أكونيا على موقع الاتحاد الدولي لكرة المضرب (الإنجليزية)
- ريكاردو أكونيا على موقع كأس ديفيز (الإنجليزية)
- ريكاردو أكونيا على موقع خلاصة التنس.كوم (الإنجليزية)